# Anegamiento

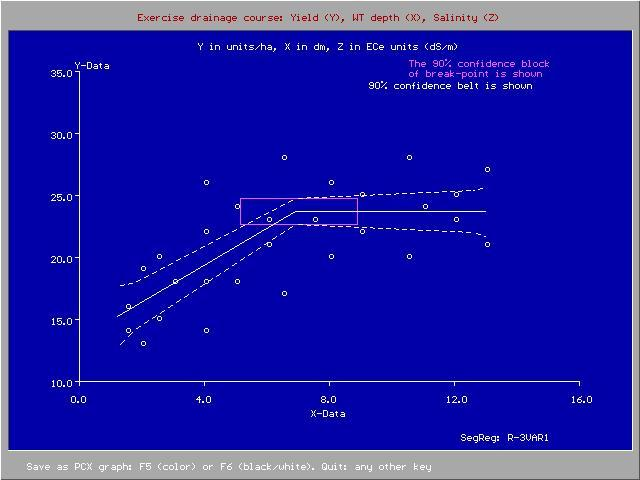
Rendimiento de un cultivo (en el eje Y, vertical) y profundidad del nivel freático (en el eje X, en decímetros). Cuando el nivel freático es poco profundo (lo que indica que el terreno está saturado de agua), el rendimiento se reduce.

El anegamiento de un suelo es su saturación con agua. Se puede considerar anegado un suelo cuando está casi saturado con agua durante la mayor parte del año, de modo que la fase gaseosa del suelo está restringida y prevalecen condiciones anaeróbicas. 
Si bien la RAE considera "anegar" sinónimo de "inundar", en la traducción del concepto inglés waterlogging en su sentido agrícola (hay otro sentido, arqueológico), un campo de cultivo anegado (waterlogged) no es lo mismo que un campo inundado (flooded). En el campo inundado una lámina continua de agua cubre el terreno, que no se ve. En el campo anegado el terreno se ve, pero la humedad del suelo es tan elevada que, al pisarlo, brota agua alrededor del zapato.
La RAE reconoce anegamiento, pero no anegación, que sin embargo también se usa en artículos agrícolas.
Un concepto relacionado es el de encharcamiento, por el que algunos traductores automáticos trasladan waterlogging. Es diferente. Encharcar un terreno es cubrirlo de charcos (pequeñas extensiones de agua discontinuas). También se denomina encharcamiento a un determinado comportamiento de las mariposas. Un terreno puede quedar encharcado tras una lluvia copiosa o prolongada, pero generalmente se trata de algo temporal, mientras que "anegamiento", un término más especializado, suele aludir a una situación más permanente.

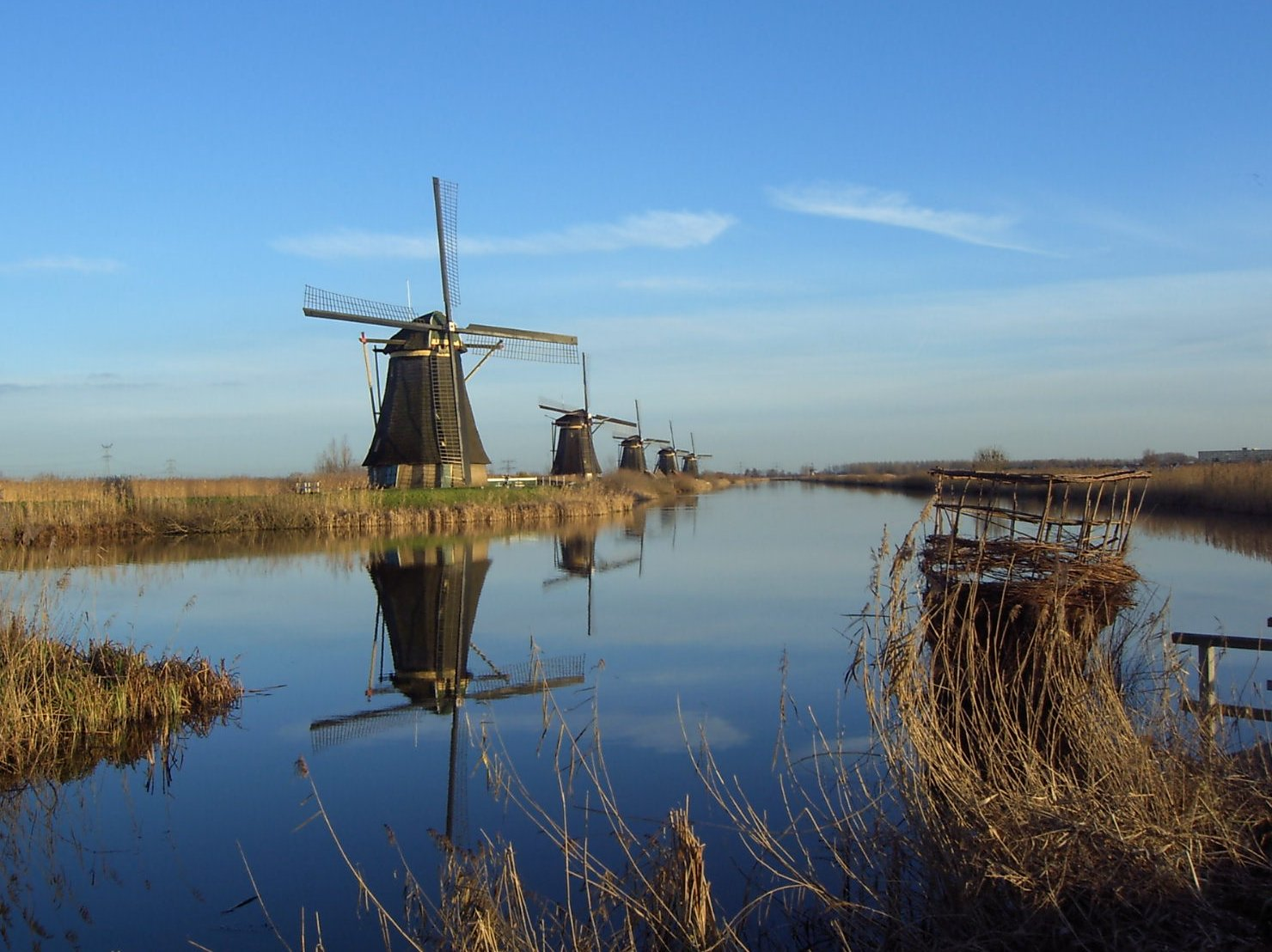
Los antiguos molinos de viento holandeses solían bombear agua al río canalizado para evitar el anegamiento de las tierras bajas (pólderes) alrededor de estos canales.

El anegamiento es negativo para casi todos los cultivos y reduce su rendimiento, porque a las plantas les favorece que en el suelo, además de humedad, haya aire, y la saturación con agua desplaza este aire. 

## Efectos sobre las plantas
Todas las plantas, incluidos los cultivos, necesitan aire (específicamente, oxígeno) para respirar, producir energía y mantener vivas sus células. En la agricultura, el anegamiento del suelo normalmente impide que el aire llegue a las raíces.
En casos extremos de anegamiento prolongado, se produce anaerobiosis, las raíces de los mesófitos sufren y la atmósfera reductora del subsuelo conduce a procesos como la desnitrificación, la metanogénesis y la reducción de los óxidos de hierro y manganeso, necesarios para el desarrollo de las plantas.
Con la excepción del arroz (Oryza sativa), la mayoría de cultivos, como el maíz o la patata, son, por tanto, muy intolerantes al anegamiento. 
Las células vegetales utilizan una variedad de señales, como la concentración de oxígeno, hormonas vegetales como el etileno, el estado energético y de azúcar para aclimatarse a la falta de oxígeno inducida por el anegamiento. 
Las raíces pueden sobrevivir al anegamiento formando aerénquima, induciendo un metabolismo anaeróbico y cambiando la arquitectura de su sistema radicular.
En las tierras agrícolas de regadío, el anegamiento suele causar salinidad del suelo, ya que los suelos anegados impiden la lixiviación de las sales aportadas por el agua de riego. En la India, se ha informado de que 2,19 millones de hectáreas sufren anegamiento en los canales de riego. Además, se informó que 3,47 millones de hectáreas estaban gravemente afectadas por la sal.
En las tierras pantanosas, marismas, humedales, ciénagas o manglares no se suele hablar de anegamiento, ya que su estado natural, apropiado y beneficioso para la fauna y flora que los habita, es desbordar agua. La palabra "anegamiento" se usa más bien para un terreno agrícola que no debería estar así, porque desperdicia agua de riego y tiene menor rendimiento.
Si el anegamiento es por causas naturales (exceso de lluvia), se soluciona con sistemas de drenaje. Si se debe al exceso de riego, hay que controlar el agua que se aporta al terreno, por ejemplo mediante riego por goteo regulado con sensores de humedad. 
Desde el punto de vista de la jardinería, el anegamiento es el proceso por el cual el suelo se endurece hasta el punto de que ni el aire ni el agua pueden penetrarlo.

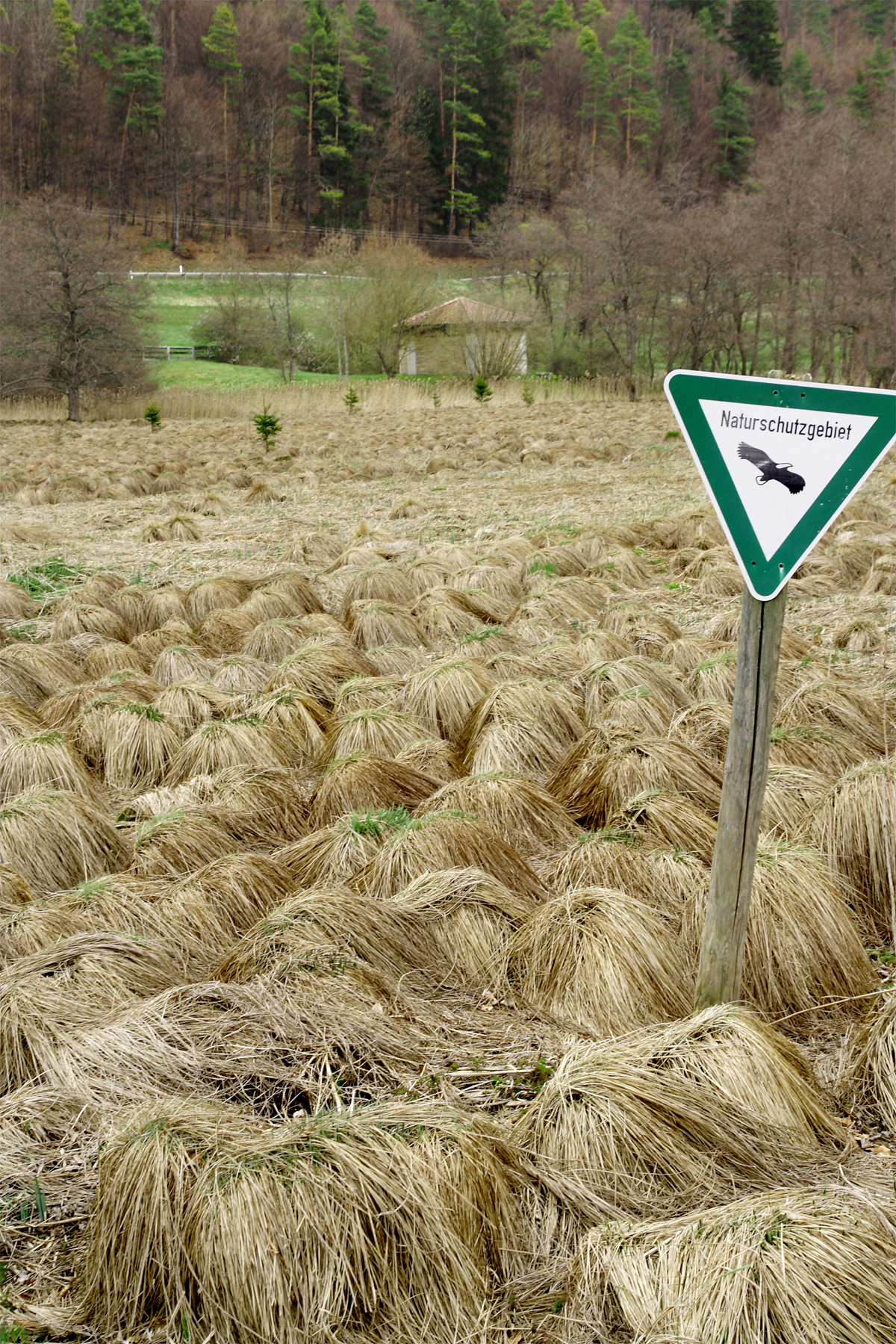
Suelo hidromorfo o hidromórfico

## Hidromorfía
La hidromorfía, también llamada hidromorfismo, es la cualidad de un suelo que muestra marcas físicas de saturación regular de agua, generalmente durante el invierno. La palabra también se puede referir a las adaptaciones que muestran las plantas para sobrevivir en este tipo de suelo.
La hidromorfía provoca la asfixia de la microfauna y microflora del suelo. Causa la desaparición de las bacterias aeróbicas en favor de las bacterias anaeróbicas responsables de la producción de nitritos (bacterias desnitrificantes, que dificultan que las plantas absorban nitrógeno del suelo). También favorece la desestructuración de las arcillas y la formación del complejo arcilla-humus, que conduce a la liberación de los cationes Fe3+ y Al3+, sustancias tóxicas y alelopáticas.
La saturación de agua también tiene consecuencias fisicoquímicas. En suelos arcillosos, la hidromorfía se puede detectar con bastante facilidad.
Una zona hidromórfica (o hidromorfa) generalmente se ubica en un punto topográfico bajo, cerca de cursos de agua o acequias. La vegetación característica de las zonas hidromorfas está formada por juncos y phragmitas. Un corte en el suelo o un sondeo con barrena resaltan las características precisas de la hidromorfía:
- Manchas de óxido, que corresponden al hierro en estado oxidado. Se observan en el período seco del año, cuando el suelo no está saturado de agua, pero es probable que la contenga durante el período húmedo. Presencia de una lámina de agua que asciende periódicamente.
- Manchas de color gris azulado a verde, que corresponden al hierro en estado reducido. El suelo está saturado de agua, en condición anóxica (sin oxígeno). Se observan durante el período húmedo o en presencia de un nivel freático superficial permanente.
- Puntos negros, que corresponden a precipitación ferromangánica (de hierro y manganeso.

El hidromorfismo puede ser natural (humedal sujeto a un anegamiento temporal o permanente) o inducido por prácticas humanas (compactación del suelo durante clima húmedo o lluvioso, labranza, exceso de materia orgánica no procesada, exceso de riego o pisoteo del ganado).
En general, anegamiento es un término peyorativo, que resalta una situación indeseada, mientras que hidromorfismo es un término neutro empleado para describir humedales.

## Suelos hidromórficos

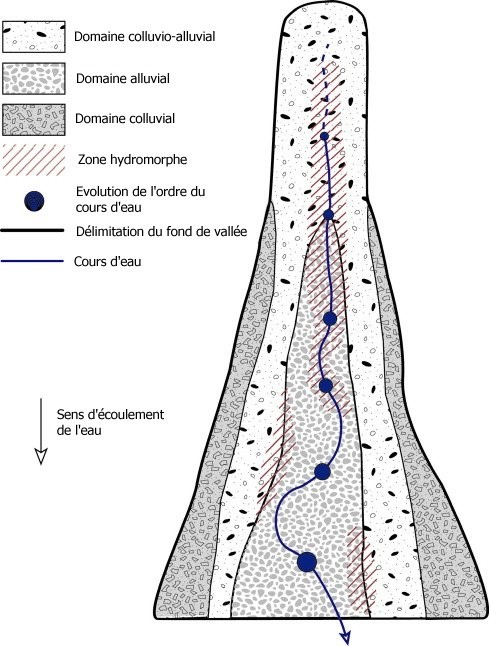
Suelos hidromórficos de un valle húmedo.

Los suelos hidromórficos o hidromorfos, también llamados suelos hídricos, son generalmente arcillosos. Su estructura es a menudo pesada y compacta y puede provocar la asfixia de las raíces de un cultivo y la muerte o ralentización de la vida microbiana hipogea o infracriptogámica. Además, esta situación puede dar lugar a la formación de sustancias tóxicas por reacción de oxidación-reducción, como los iones Al3+, especialmente en arrozales, donde el suelo suele estar inundado. Este exceso de iones Al3+ puede provocar estrés a la planta, al crear un déficit de manganeso. Estos tipos de suelo también se caracterizan por la liberación de fuertes olores, especialmente en ambientes pantanosos, debido por ejemplo a la formación de H2S (sulfuro de hidrógeno).
La hidromorfía modifica las propiedades físicas del suelo y ralentiza su calentamiento en primavera. La asfixia radicular inducida también evita que se establezcan nódulos radiculares y la simbiosis planta-bacteria rizobio. Esta simbiosis es muy importante en la agricultura por el aporte  natural de nitrógeno que enriquece el suelo. De hecho, la hidromorfía ralentiza o bloquea la nitrificación, porque las bacterias que la llevan a cabo dejan de disponer de oxígeno.
Las soluciones para afrontar la hidromorfía de un suelo son:
- drenaje
- percolación
- evapotranspiración
- plantación de árboles hidrófilos